# Battlefield Heroes
Battlefield Heroes byla online akční PC hra typu TPS, vydávána EA a DICE ze série her Battlefield. Měla menší nároky na výkon PC než předchozí hry série pro zvětšení hráčské klientely.
V roce 2012 hra dosáhla 10 milionů registrovaných uživatelů.
Každý uživatel si mohl vytvořit už jen tři hrdiny (Heroes), za které bojuje. Heroes je první hra ze série Battlefield podle Play4Free modelu EA. Byla zdarma, až na tzv. BattleFunds, za které registrovaný uživatel může nakupovat svým vojákům nadstandardní zbraně a obleky.
I přesto, že Battlefield Heroes hrálo velké množství hráčů, byl stejně jako další free-to-play EA hry Battlefield Play4Free, Need for Speed: World, a FIFA World, ukončen 14. července 2015.
Po ukončení vzniklo pár neoficiálních projektů, díky kterým se dala hra s několika úpravami hrát. Nejúspěšnější z nich byl velmi propracovaný projekt Revive Heroes, který měl v provozu mnoho vlastních serverů, fungoval přes rok a lehce modifikovanou verzi BFH si přes něj zahrálo více než milion hráčů. V říjnu roku 2017 byli tvůrci projektu kontaktováni právním týmem Electronic Arts s žádostí o ukončení projektu, načež byl ukončen.

## Charakteristika

### Vlastní hra
Ve hře proti sobě bojují dvě armády, Royal Army (modrá vlajka s bílou korunou, standardní obleky zelené až světle hnědé) a National Army (červená vlajka s bílou lebkou, standardní obleky v odstínech černé až šedé). Hra nabízí několik herních modů podobně jako jiné MMOFPS nebo MMOTPS. Nejstarším z nich je jednoduchý deathmatch, kde má tým Royal Army i tým National Army 50 životů. Jinými mody jsou Capture the flag, kde na mapě bývá 3-5 vlajek a King of the Hill tady v podobě rakety. Hra pokud možno spojuje hráče stejných levelů kvůli fair play.
Jako v předchozích hrách série Battlefield jsou i v Heroes 3 třídy vojáků-Soldier, Gunner a Commando.
Ve hře jsou i vozidla-tanky v designu M4 Shermana (Royal Army) a Panzeru IV (National Army), jeepy v designu Kübelwagenu a Willys MB, letadla v designu Bf 109 a Spitfiru a helikoptéry. Pasažéři v těchto vozidlech kromě řidiče mohou střílet svými ručními zbraněmi.

### Mapy
Battlefield heroes mělo v oběhu 14 map, které jsou buď snow - (padá sníh), night - (noc) a nebo den.

### Herní měna, Valor Points, Hero Points
Jak už bylo zmíněno, v BF Heroes existují tzv. Funds, které si uživatel může zakoupit a nakupovat za ně nadstandardní zbraně a obleky svým hrdinům. Některé z těchto si však lze zapůjčit za tzv. Valor Points (zkratka VP), které lze získat za plnění misí, zabíjení nepřátel atd.
Hero Points jsou body za které uživatel může svému vojákovi vylepšovat Abilities (schopnosti).

## Třídy vojáků
Ve hře existují 3 typy vojáků (Soldier, Gunner, Commando), přičemž každý má svá specifika a Abilities (speciální schopnosti).

### Soldier (Voják)
- střední zdraví (110 bodů)
- Zbraně: samopal, pistole, brokovnice, granáty či granátomet

- Abilities (Kouzla):
  - Combat Medicine (léčení pro sebe a pro ostatní okolo) - základní schopnost
  - 6th Sense (možnost na několik sekund vidět nepřátele za budovami a překážkami)
  - Burning Bullets (hořící střely)
  - Blasting Strike (tlaková vlna, působící na nepřátele i tanky a ostatní vozidla)
  - Grenade Spam (multi granát)

### Gunner (Kulometčík)
- vysoké zdraví (150 bodů)
- Zbraně: kulomety, brokovnice, bazooky, granátomet
- Abilities:
  - Leg It (sprint, působí na všechny spoluhráče v okolí)
  - Frenzy Fire (za každou 4.střelu z kulometu přidá několik HP)
  - Hero Shield (štít o asi 20 HP, po každém zvýšeni ability víc štítů(HP)působí i na spoluhráče) - základní
  - Explosive Keg (výbušný sud, zpomalí a zraní nepřátele v dosahu)
  - I Eats Grenades (absorbuje výbuch v okolí nebo střelu tanku a tím doplňuje zdraví)

### Commando (Odstřelovač)
- nízké zdraví (80 bodů)
- Zbraně: nože, odstřelovací pušky i pistole, granátomet
- Abilities:
  - Elixir (sprint, kouř matoucí nepřátele)
  - Troop Trap (nášlapná mina)
  - Stealth (neviditelnost) - základní
  - Piercing Shot (větší způsobení škody sniperskou puškou)
  - Mark Target (označí nepřátele a nepřátelská commanda se Stealthem zviditelní, jinak podobný efekt jako 6th Sense)
  - Poisoned Blade (nakažený nůž - způsobuje postupné poškození i po zásahu nožem)

## Rising Hub - současnost 2019
- V současné době (2019) je možné si zahrát přes již zaběhlý projekt Rising Hub
- Již druhým rokem úspěšně funguje projekt, který byl vytvořen fanoušky originální hry. V květnu 2019 projekt přesáhl 60.000 hráčů.
- Projekt umožňuje hrát originální hru BFH zdarma pro všechny hráče a zároveň zde nejsou žádné výhody za reálné peníze.
- Hra se pravidelně updatuje a jsou zde přidávané nově fanoušky vytvořené mapy či oblečení.